# Валерия и нейната седмица на чудеса
„Валерия и нейната седмица на чудеса“ (на чешки: Valerie a týden divů) е чехословашко фентъзи от 1970 година на режисьора Яромил Иреш по негов сценарий в съавторство с Естер Крумбахова, базиран на едноименния роман от 1935 година на Витезслав Незвал.
Действието поставя главната героиня, младо момиче в провинциално градче, в хаотична и сюрреалистична обстановка, в която нейни близки се превръщат във вампири, свещеник се опитва да я изнасили, а местният епископ се представя за изчезналия ѝ баща. Главните роли се изпълняват от Ярослава Шалерова, Хелена Анизова, Петър Коприва, Иржи Примек.